# هنري جاي مانينغ
هنري جاي مانينغ (بالإنجليزية: Henry J. Manning)‏ هو عسكري أمريكي، (ولد في نيو هيفن في الولايات المتحدة 1859  م).